# .co
.co — национальный домен верхнего уровня для Колумбии.
Сначала неколумбийцы могли зарегистрировать только домен третьего уровня поверх одного из имеющихся доменов второго уровня.
Но с июля 2010 года регистрация доменов второго уровня доступна всем желающим.
Ряд компаний используют колумбийский домен для сокращения ссылок на свои сайты, так, Twitter использует t.co, а Google — g.co.

## Домены 2 уровня
В июне 2010 года на аукционе в Нью-Йорке был продан домен e.co за 81 тысячу долларов. Данная сумма ушла на благотворительные цели.
| Домен   | Регламентированные пользователи                                              |
| ------- | ---------------------------------------------------------------------------- |
| .com.co | Коммерческие организации, корпорации                                         |
| .edu.co | Научные и исследовательские учреждения, колледжи, университеты или институты |
| .gov.co | Государственные учреждения                                                   |
| .int.co | Международные организации                                                    |
| .mil.co | Военные организации                                                          |
| .net.co | Провайдеры, организации, связанные с сетями                                  |
| .org.co | Не прибыльные, негосударственные организации, частные лица                   |